# Obrazovanje
Obrazovanje, naobrazba, izobrazba ili školovanje kao pojam ima višestruko značenje. Pod obrazovanjem se podrazumijeva ustanova, proces, sadržaj i ishod organiziranoga i/ili slučajnoga učenja u ulozi razvoja različitih kognitivnih sposobnosti, kao i stjecanja raznovrsnih znanja, vještina, umijeća i navika poput čitanja, pisanja, računanje ili stjecanja općega znanje o čovjekovu prirodnu, društvenu, kulturnu i gospodarskomu okruženju.
Obrazovanje ljudi obično se dijeli na službeno – u školama, i neslužbeno – izvan škole. U Hrvatskoj se službena naobrazba dijeli u 6 stupnjeva:
1. predškolsko obrazovanje
2. osnovnoškolsko obrazovanje
3. srednjoškolsko obrazovanje
4. dodiplomsko obrazovanje (preddiplomsko)
5. diplomsko obrazovanje
6. postdiplomsko obrazovanje (poslijediplomsko)

Osnovna škola u trajanju od osam godina obvezna je. Većina javnoga obrazovanja u Hrvatskoj je besplatna.